# パウロ・ランゲル・ド・ナシメント・ゴメス
パウロ・ランゲル（Paulo Rangel）ことパウロ・ランゲル・ド・ナシメント・ゴメス（ポルトガル語: Paulo Rangel do Nascimento Gomes、1985年2月4日 - ）は、ブラジルのサッカー選手。ポジションはFW。また、マレーシアリーグXIとしての出場経験がある。

## 経歴

### ペラFA
2013年4月、ペラFAはムアントン・ユナイテッドFCから彼をレンタル移籍する契約に調印した。移籍額は明らかになっていない。4月14日にはPKNS FC戦で初出場、初得点をし、2-2の引分に試合を持ち込んだ。ジョホール・ダルル・タクジムFC戦でハットトリックを達成、3-0の勝利を齎した。

### セランゴールFA
2013年11月、ムアントン・ユナイテッドFCからセランゴールFAは彼を完全移籍で獲得。TチームFC戦でセランゴールFAでの初出場を果たし、この試合は2-0の勝利に終わった。
2014年4月1日にはセランゴールFAでの初ハットトリックを達成し、この試合はAFCカップのハノイT&T FCであった。AFCカップでは他にもモルディブのマジヤS&RC戦でハットトリックを達成した。

### トレンガヌFA
2014年11月26日にはトレンガヌFAに移籍した。2015年のピアラFAマレーシア準決勝戦では第二審が持っていたボールを蹴り退場処分及び6ヶ月の出場停止処分が下された。

### ジョホール・ダルル・タクジムFC
2015年12月29日にはジョホール・ダルル・タクジムFCに2年契約で移籍、この時は10月に契約が解消されていたために移籍金はなかった。契約の調印式典は本拠地のタン・スリ・ダト・ハジ・ハッサン・ユーヌス・スタジアムで行われた。引退したルシアーノ・フィゲロアの後継としての加入で、ホルヘ・ペレラ・ディアスとの連携が期待されていた。前年マレーシア・スーパーリーグを制したこのクラブへの加入は彼にとって「夢が叶ったかのよう」な心地であったという。彼自身もトレーニングや試合に対して真摯に取り組み、ジョホール州王でありジョホールサッカー協会の後援者であるトゥンク・イスマーイール・スルタン・イブラヒムも彼の以前のクラブでのパフォーマンスを見て、マレーシアでの経験も長く、良く点数を取る選手であると述べた 。

### ジョホール・ダルル・タクジムII FC
しかし、プレシーズン中に彼はジョホール・ダルル・タクジムFCのプレースタイルに合わせるのが難しい事に気付き、ジョホール・ダルル・タクジムII FCに移籍、DRBハイコムFC戦で初出場を果たした。

## タイトル

### クラブ
ムアントン・ユナイテッドFC
- タイ・プレミアリーグ: 2012

### 個人
- マレーシア・スーパーリーグ得点王: 2014